# Jaynagar Majilpur
Jaynagar Majilpur, coneguda col·loquialment com a Jaynagar, és una ciutat i corporació municipal de Bengala Occidental, capital del districte de 24 Parganas, a l'Índia. El 2011 tenia 25.922 habitants. És una ciutat molt coneguda perquè és on hi té la seu l'empresa manufacturera Jaynagarer Moa.